# Международен панаир Пловдив
„Международен панаир Пловдив“ АД е изложбен център в град Пловдив, най-големият в България по закрита изложбена площ.
Съвременният панаирен комплекс в Пловдив е най-голям в Югоизточна Европа. Той е разположен на 352 000 кв. м площ. Общите изложбени площи са 137 831 кв. м, от които половината са покрити. Пловдивският панаир разполага с 19 многофункционални експозиционни палати, предоставящи възможност да се показват всякакви експонати. Модерен конгресен център предлага 13 зали за семинари и конференции. Целогодишно в панаира се организират и провеждат близо 50 изложбени прояви, в които участват над около 8000 изложители от 60 страни.

## Историята

### Изложение през 1892 г.
Началото на Пловдивския панаир е поставено през 1891 година, когато правителството на Стамболов взема решение за организиране през следващата година в Пловдив на голямо изложение. Целта му е да стимулира прохождащата индустрия на България и нейното селско стопанство, да създаде международни контакти на българските производители, да покаже на населението към какво трябва да се стреми. Първото българско изложение се ражда като плод на развитието на стопанството и икономиката на България на онзи етап и има за задача да покаже новите форми на производство в страната, да приближи българските производители и търговци към Европа и света.
През следващите месеци по проект на Люсиен Шевалас е създадена Цар Симеоновата градина, в която са изградени павилиони за изложението. Откриването му става на 15 август 1892 година с голям военен парад в присъствието на княз Фердинанд I, представители на правителството и чужди дипломати.
Подготвяно с голям ентусиазъм и с помощта на много специалисти, първото изложение успява да развие мащаби и да събере участие, които впечатляват: изложението достига обща площ 80 000 m², участниците са от 24 различни страни. За двата месеца и половина на панаира павилионите му са посетени от 161 727 души. Българските изложители показват успехите си в копринарството, винарството, тютюнопроизводството, текстилната промишленост, производството на етерични масла, кожухарството, растениевъдството. По време на изложението за пръв път в България е демонстрирано електрическо осветление и телефонна връзка (със София), организирани са големи художествена и етнографска изложба. В чуждестранните павилиони силно впечатление правят техническите новости – електрически крушки, фонографът на Томас Едисън, оръжието на германската фирма „Круп“.
Първото българско изложение съвпада с 10-годишния юбилей от основаване на първата фабрика за текстил в Габрово и първа в Новоосвободеното Княжество България – фабриката на Иван Калпазанов. След кончината му на 22 юни 1889 г. директорският пост се поема от неговия първи зет Васил Карагьозов, който взема активно участие на изложението. Представянето е отлично, тъй като павилионът, който Васил Карагьозов е закупил от Виена, е оценен за най-изящен. Самият княз Фердинанд I го посещава лично с княгиня Мария-Луиза Бурбон-Пармска. Тя е впечатлена от прекрасните, на високо европейско качество платове, завеси и одеяла. Княз Фердинанд I го поискал след закриване на изложението и го монтирал на остров Мечкюр. Васил Карагьозов е награден със златен медал за продукцията и почетна диплома.
Като част от програмата на изложението е проведен и фестивал на народната музика с около 120 известни изпълнители. Много от техните изпълнения са нотирани, а Етнографският музей откупува над 100 оригинални инструмента.
По време на изложението се състои първата колективна картинна изложба в България.

### Създаване на панаира
Пловдивското изложение от 1892 година е организирано като еднократно събитие. През 20-те години сред деловите и общински кръгове в Пловдив се появява идеята за създаване на ежегоден панаир в града. Следващата по-сериозна стъпка в историята на българското панаирно дело се прави през 1933 година – тогава в новопостроената сграда на Промишленото училище е организирана Национална стопанска изложба. Изложителите са 424.
Вторият мострен панаир е през 1934 г. В неговите рамки специално се отбелязва 30-годишнината от създаването на Съюза на българските индустриалци, 40-годишнината от създаването на Българската търговско-индустриална палата, 100-годишнината на първата българска вълнено-тъкачна фабрика на Добри Желязков – Фабрикаджията. Неговата фабрика е построена с турски капитали във време, когато България все още е във владение на Османската империя (1834). Тя се е наричала Турска държавна текстилна фабрика.
С постановление на Министерския съвет от 16 май 1934 г. Пловдивският панаир е признат за постоянен и единствен в България за търговия на едро. Така той става част от икономическата панорама на страната. През 1936 г. поредният мострен панаир в Пловдив е обявен за международен. Освен български (над 1000) в Панаира взимат участие и 385 чуждестранни фирми.

## Залите
| Палата    | Наименование на залата | Седящи места | Година на построяване |
| --------- | ---------------------- | ------------ | --------------------- |
| Палата 8  | Зала „България“        | 550          | 1937                  |
| Палата 8  | Зала „Хеброс“          | 55           | 1937                  |
| Палата 8  | Зала „Струма“          | 35           | 1937                  |
| Палата 8  | Зала „Янтра“           | 35           | 1937                  |
| Палата 8  | Зала „Пресклуб“        | 120          | 1937                  |
| Палата 3  | Приемна                | 40           | 1937                  |
| Палата 7  | Конферентна зала       | 200          | 1937                  |
| Палата 9  | Зала „Тримонциум“      | 230          | 1937                  |
| Палата 13 | Конферентна зала       | 40           | 1937                  |
| Палата 6  | Конферентна зала 1     | 150          | 1937                  |
| Палата 6  | Конферентна зала 2     | 150          | 1937                  |